# Groot zweepmos
Groot zweepmos (Bazzania trilobata) is een levermos uit de familie Lepidoziaceae. Bazzania is in het veld voor een levermos een opvallende, forse verschijning. De planten zijn donkergroen met de afstaande, drietoppige blaadjes regelmatig langs de stengel geplaatst.

## Determinatie
De grote en krachtige planten van deze soort groeien meestal in uitgestrekte, donkergroene matten. De individuele scheuten vertakken zich gesplitst, groeien opgaand tot rechtopstaand, zijn afgeplat tot convex, 3–6 mm breed en gewoonlijk ongeveer 3–5 cm, zelden tot 20 cm lang. Zijbladen zijn langwerpig eivormig met drie korte, brede tanden aan de bladtop, overlangs geplaatst en dicht opeengepakt als dakpannen. Onderbladen zijn veel kleiner dan de zijbladen, 4-getand, meestal iets breder dan lang en zo breed of iets breder dan het steeltje. Kenmerkend zijn de zweepvormige, tot 5 cm lange flagellen aan de onderzijde van de steeltjes. De bladcellen zijn in het midden van het blad ongeveer 30–40 µm groot, hebben krachtige tot knoestige hoekverdikkingen en per cel 6–10 olielichamen.
De soort is tweehuizig. Sporogonen zijn zeer zeldzaam. Het perianth is tot 6 mm lang en 1 mm breed, de seta 5–7 cm lang.
Variëteit
Een dwergvorm van deze soort is Bazzania trilobata var. depauperata. Deze heeft scheuten van 1–1,5 mm breed, meer rechthoekige bladeren en iets kleinere bladcellen met krachtig verdikte celhoeken.

## Ecologie
Groot zweepmos is een soort van mor op heiden, stuifzanden en in zure bossen, met name op noordhellingen in het stuwwallenlandschap. Zweepmos geeft de voorkeur aan een hoge luchtvochtigheid. Het is vooral bekend van kalkvrije bosgrond en op kalkvrije rotsen, ook op vermolmd hout. In de bergen is het wijdverspreid, op vlaktes meestal zeldzaam. In de Alpen komt het voor tot hoogtes van ongeveer 1600 m. 

## Verspreiding
Het verspreidingsgebied strekt zich uit over het noordelijk halfrond.
In Nederland komt groot zweepmos zeer zeldzaam voor. Het staat op de rode lijst in de categorie 'Gevoelig'. Het is altijd een zeldzame verschijning geweest op het Pleistoceen. De weinige vondsten bevinden zich vrijwel alle in Overijssel en Gelderland, op en rond de Veluwe, en op de Utrechtse heuvelrug (2005). Merkwaardig is de vondst in Friesland (2001), op de drooggevallen bodem van een plagproject op voormalig bouwland, op zand. Een zeer afwijkende habitat dus en tevens ver verwijderd van het hoofdareaal in Nederland.

## Fotogalerij

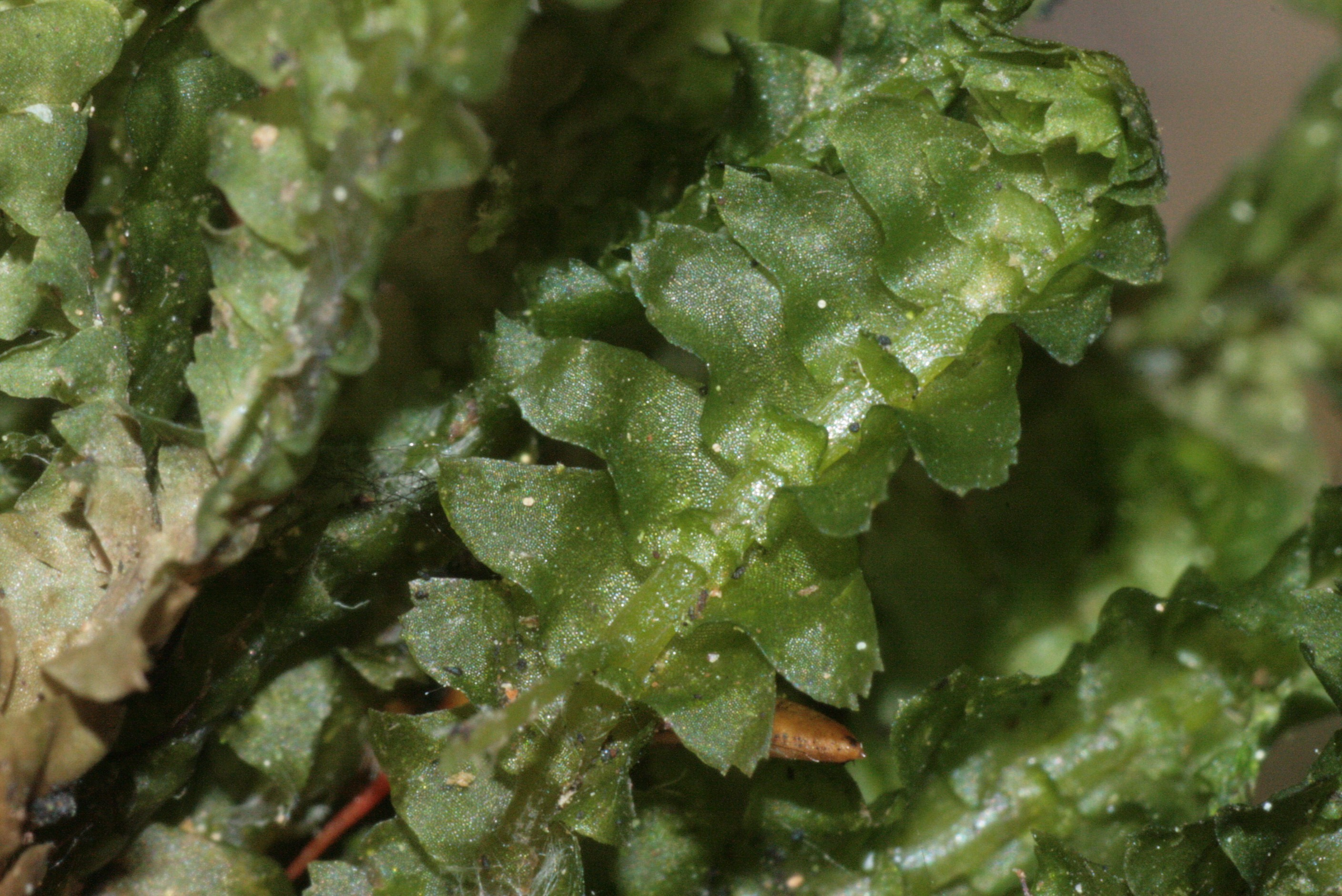
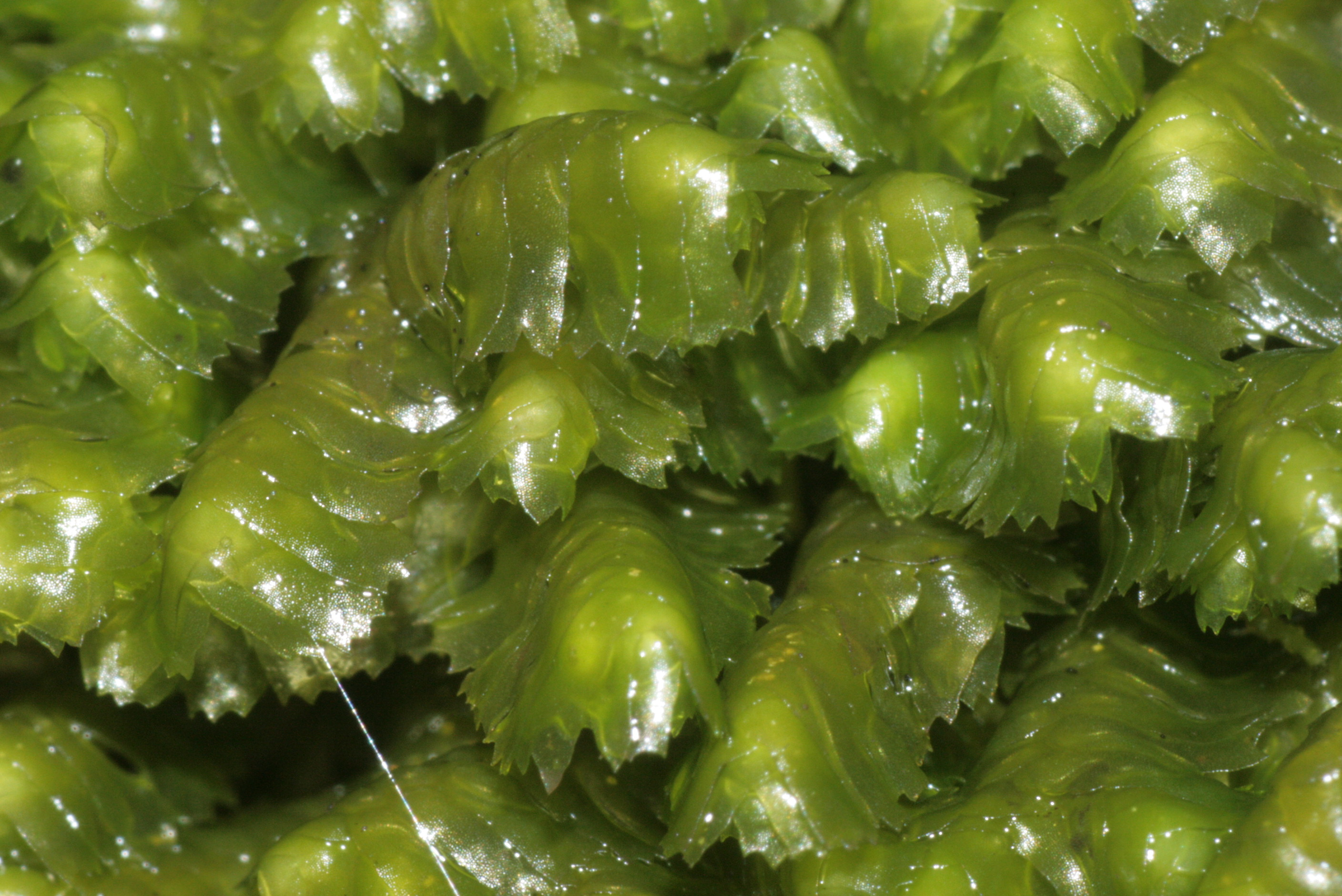
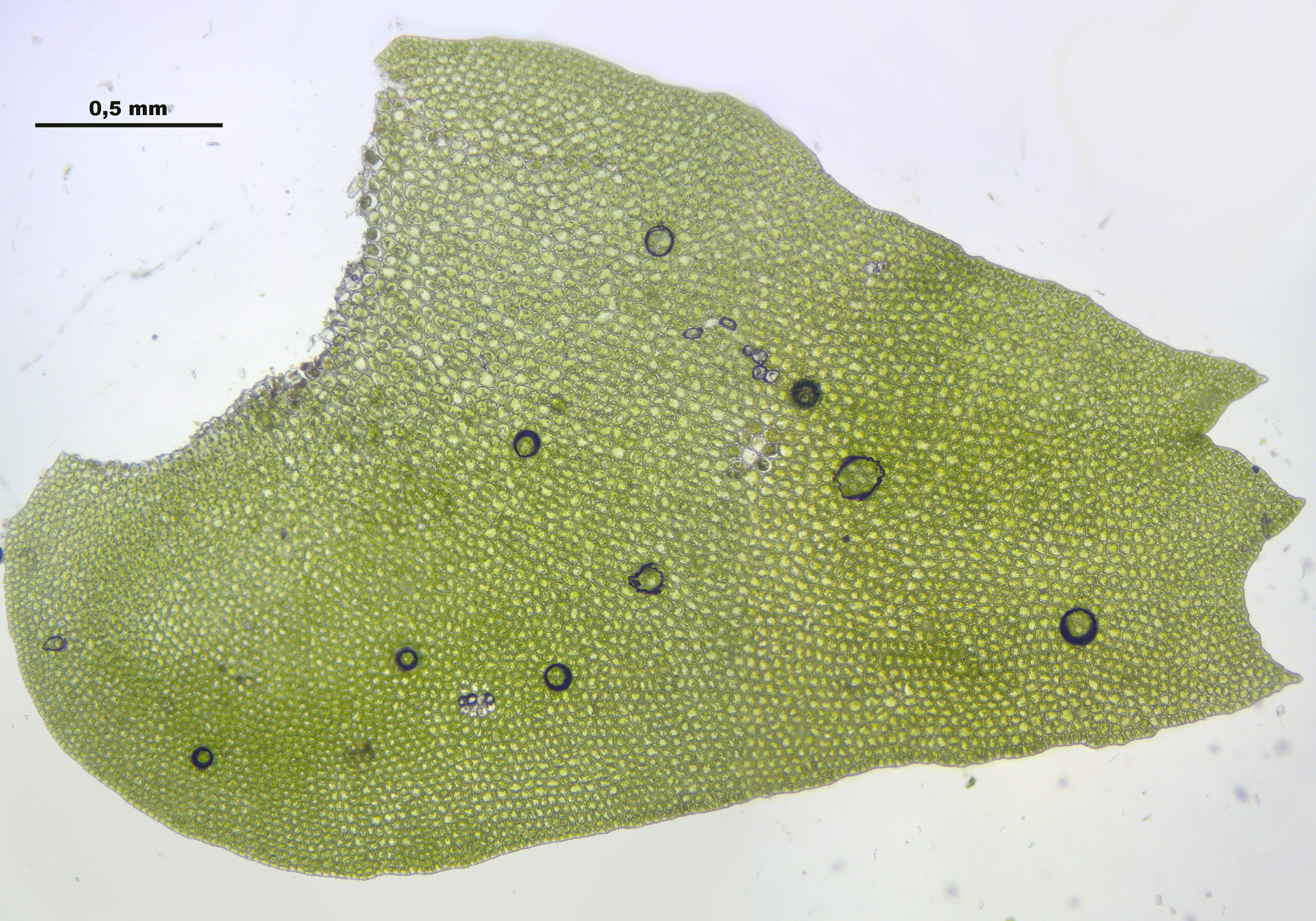
Blad